# Alfred Mosher Butts
Alfred Mosher Butts (13. dubna 1899, Poughkeepsie, New York – 4. dubna 1993) byl americký architekt a tvůrce deskové hry Scrabble, která vznikla v roce 1938. Úspěchu a uznání se však hra dočkala až o deset let později.
Už v roce 1931 vyvinul v té době nezaměstnaný Butts předchůdce hry Scrabble jménem Lexiko.